# Ghighișeni, Bihor
Ghighișeni este un sat în comuna Rieni din județul Bihor, Crișana, România.

## Personalități
- Lăpădat Cioflan (1880 - 1935), deputat în Marea Adunare Națională de la Alba Iulia 1918

## Vezi și

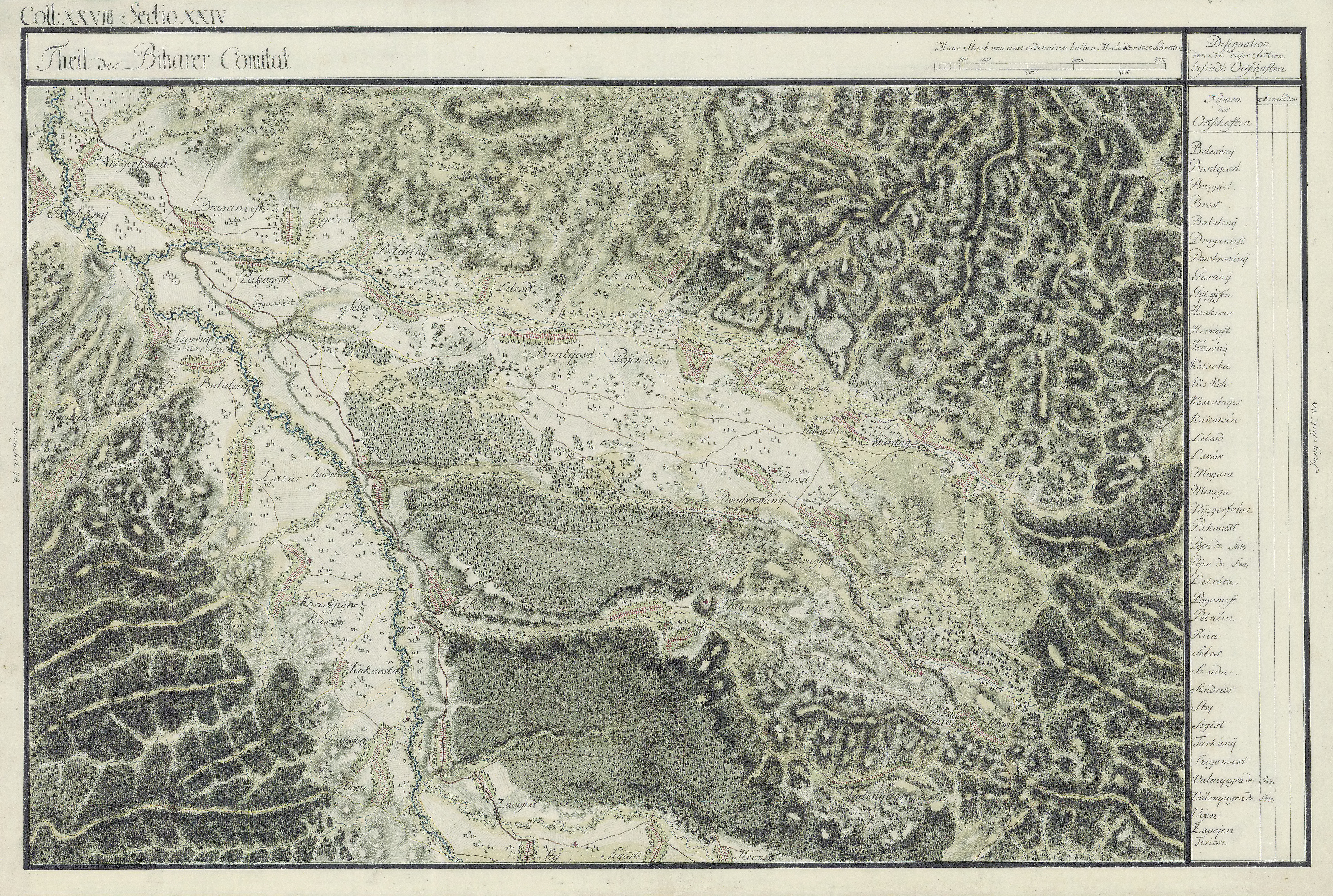
Ghighișeni în Harta Iosefină a Comitatului Bihor, 1782-85

- Biserica de lemn din Ghighișeni

 Acest articol despre o localitate din județul Bihor este deocamdată un ciot. Puteți ajuta Wikipedia prin completarea lui.